# Сврачки
Сврачките (Lanius) са род птици от семейство Сврачкови (Laniidae), разред Врабчоподобни (Passeriformes).

## Видове

### Род Lanius – Сврачки
- Lanius corvinus или Corvinella corvina – Жълтоклюна сврачка
- Lanius melanoleucus или Urolestes melanoleucus
- Lanius cabanisi
- Lanius excubitoroides
- Lanius dorsalis
- Lanius excubitor – Сива сврачка
- Lanius somalicus – Сомалийска сврачка
- Lanius ludovicianus – Американска сврачка
- Lanius giganteus
- Lanius sphenocercus
- Lanius meridionalis – Иберийска сврачка
- Lanius borealis – Северна сврачка
- Lanius nubicus – Белочела сврачка
- Lanius newtoni
- Lanius humeralis
- Lanius gubernator
- Lanius mackinnoni
- Lanius souzae
- Lanius collaris
- Lanius minor – Черночела сврачка
- Lanius senator – Червеноглава сврачка
- Lanius collurioides –
- Lanius tigrinus – Тигрова сврачка
- Lanius vittatus – Индийска сврачка
- Lanius isabellinus – Ръждивоопашата сврачка
- Lanius collurio – Червеногърба сврачка
- Lanius phoenicuroides – Червеноопашата сврачка
- Lanius validirostris
- Lanius cristatus – Кафява сврачка
- Lanius bucephalus
- Lanius schach – Дългоопашата сврачка
- Lanius tephronotus